# CH-AS-X-13
Le CH-AS-X-13 est le nom de code  de la communauté du renseignement des États-Unis pour un missile aérobalistique hypersonique à capacité antinavire, en cours de développement pour l'Armée populaire de libération chinoise.

## Historique
Le développement du CH-AS-X-13 par China Aerospace Science and Industry Corporation (CASIC) aurait commencé en 2005.
Selon des sources du gouvernement américain, ce missile chinois aurait déjà effectué son premier vol d'essais en décembre 2016. Son existence est dévoilée au grand public par le directeur de la Defense Intelligence Agency devant une commission du Congrès américain le 6 mars 2018.
Il pourrait être opérationnel vers 2025.

## Caractéristiques
Ce missile possède deux étages à combustible solide et est à capacité nucléaire. Il est emporté par une version du bombardier Xian H-6.
Le missile peut utiliser des matériaux composites plus légers dans sa cellule avec pour effet de réduire sa masse.
On suppose qu'il est construit sur le modèle du missile balistique DF-21D et aurait une portée de 3 000 km.